# Luchthaven İzmir Adnan Menderes
Luchthaven İzmir Adnan Menderes is een vliegveld in de Turkse plaats İzmir, Turkije.

## Codes
- IATA: ADB
- ICAO: LTBJ

## Maatschappijen en bestemmingen
- Aer Lingus - Seizoensgebonden Dublin
- ArkeFly - Amsterdam
- Azerbaijan Airlines - Baku
- Corendon Airlines - Amsterdam
- EasyJet - Londen-Gatwick
- Enter Air - Katowice, Poznan, Warschau-Chopin
- Germania - Bremen
- Germanwings - Seizoensgebonden Cologne/Bonn, Hannover, Stuttgart
- I-Fly - Moskou-Vnukovo
- Kish Air - Tehran
- Lufthansa - München
- Luxair - Seizoensgebonden Luxemburg
- Pegasus Airlines - Adana, Antalya, Ankara, Diyabakir, Düsseldorf, Elaziğ, Gaziantep, Hatay, Istanbul-Atatürk, Istanbul-Sabiha Gökçen, Kayseri, Londen-Stansted, Mardin, Nicosia, Samsun, Sivas, Stuttgart, Trabzon
- Saudia - Seizoensgebonden Jeddah, Madinah
- Sky Airlines - Antalya
- Sunexpress - Adana, Amsterdam, Antalya, Athene, Basel/Mulhouse, Berlijn-Tegel, Bremen, Brussels, Cologne/Bonn, Kopenhagen, Diyabakir, Düsseldorf, Ercan, Erzincan, Erzurum, Frankfurt, Gaziantep, Frankfurt-Hahn, Hamburg, Hannover, Helsinki, Istanbul-Sabiha Gökçen, Kars, Kayseri, Kiev, Londen-Gatwick (vanaf 18 mei 2013), Luxemburg, Malatya, Milaan-Mapensa, Münster/Osnabrück, München, Nuremberg, Oslo-Gardermoen, Parijs-Charles de Gaulle (vanaf 5 mei 2013), Rome-Fiumcino, Samsun, Sofia (vanaf 18 april 2013), Stockholm-Arlanda, Strasbourg, Stuttgart, Tirana, Trabzon, Van, Vienna, Zürich

Seizoensgebonden Thessaloníki (vanaf 22 juni 2013)
- Taban Air - Tehran
- Tailwind Airlines - Seizoensgebonden Brussels
- Thomson Airways - Seizoensgebonden Birmingham, Londen-Gatwick, Manchester
- Thomas Cook Airlines - Seizoensgebonden Birmingham, Londen-Gatwick, Manchester
- Transavia - Amsterdam
- Transavia France - Parijs-Orly
- TUIfly Nordic - Gotenburg-Landvetter, Malmö, Oslo-Gardermoen, Stockholm-Arlanda
- Turkish Airlines - Istanbul-Atatürk, Istanbul-Sabiha Gokçen

Seizoensgebonden Berlijn-Tegel, Frankfurt, Hamburg, München
- Turkish Airlines uitgevoerd door AnadoluJet - Ankara, Istanbul-Sabiha Gokçen
- Ural Airlines - St. Petersburg

## Banen
Het vliegveld beschikt over 2 banen van 3240 meter lang.